# Spathius sabahus
Spathius sabahus (лат.) — вид паразитических наездников рода Spathius из семейства Braconidae (Doryctinae). Юго-Восточная Азия: Сабах (Малайзия).

## Описание
Длина тела самок 2,1 мм, длина переднего крыла 1,8 мм. Основная окраска красновато-коричневая; грудь первый тергит брюшка чёрные, остальные тергиты красновато-коричневые; усики красновато-коричневые, но четыре базальных сегмента желтовато-коричневые. Щупики и ноги жёлтые. Нижнечелюстные щупики 6-члениковые, нижнегубные щупики состоят из 4 сегментов. Птеростигма коричневая. В усиках самок 22 членика.
Предположительно, как и близкие виды, идиобионтные эктопаразитоиды личинок жуков. Вид был впервые описан в 1995 году российским гименоптерологом Сергеем Белокобыльским (ЗИН РАН, Санкт-Петербург, Россия).

## Этимология
Видовое название дано по имени места обнаружения (Сабах).